# Ли Пенг
Ли Пенг (李鹏; Шангај, 20. октобар 1928 — Пекинг, 22. јул 2019) био је 4. премијер НР Кине од 1988. до 1998. године. Током 1990-их, Ли је сматран за другог најутицајнијег човека у Кини, одмах након секретара КП Кине, Ђанга Цемина.
Био је најистакнутији вођа линије унутар КП Кине за гушење протеста на Тјенанмену 1989. године. Био је на власти у периоду великог привредног узлета НР Кине, те је покушао да смањи бирократски систем и покрене већу децентрализацију.

## Биографија
Рођен је 1928. године у Шангају. Његов отац био је Ли Шуосун, један од раних комунистичких револуционара и политички комесар комунистичке Двадесете дивизије. Ли Пенг остао је сироче већ у трећој години живота, када су му оца убили војници Куоминтанга. Посвојио га је Џоу Енлај 1938. године. Џоу му је обезбедио средњошколско школовање у Чунгкингу до 1941, а након тога је студирао у Јенану до 1945. године. Исте је године постао члан Комунистичке партије Кине.
Од 1948. је студирао на московском Институту за инжењеринг енергетике, где се специјализовао на пољу инжењеринга хидроелектрана. Дипломирао је 1954, а током боравка у Москви био је председник Удружења кинеских студената у Совјетском Савезу. у Кину се вратио 1955, након чега је до 1979. пројектовао и руководио бројним пројектима на пољу енергетике широм Кине. Брзо је напредовао након успона Денг Сјаопинга, те од 1979. до 1983. служио као заменик министра и затим министар за енергију. Члан Централног комитета постао је на Дванаестом конгресу КПК 1982, а 1985. је изабран и за члана Политбироа. Круна овог напредовања било је чланство у Сталном комитету Политбироа КПК од 1987. године.
Ли Пенг је до 1988. догурао до функције премијера НР Кине, заменивши Чао Цијанга који је с премијерске функције унапређен у секретара КП Кине. Чао је убрзо смењен с те функције, јер је јавно подржао демонстранте на тргу Тјенанмен. Ли се у том тренутку није чинио као главни избор за премијера јер углавном није подупирао Денгове економске реформе, али се уздигао до те позиције делимично захваљујући оставци дотадашњег секретара КП Кине, Ху Јаобанга, након што га је партија окривила за избијање серије студентских протеста током 1987. године. Ли је постао премијер у време када су инфлација, миграција са села у градове и слично били велики проблеми у Кини. Противио се већим привредним реформама које је заговарао Чао Цијанг. Страх јавности од могућих негативних последица привредних реформи дао је конзервативцима на челу с Пенгом да се јаче супротставе Чаовом приближавању тржишном моделу сличном западњачкоме.
Оно што је драматично обележило почетак Пенговог премијерског мандата били су протести на тргу Тјенанмен 1989. године. Увод у њихов почетак било је масовно жаловање грађана након смрти Ху Јаобанга, за којег се веровало да је уклоњен из партијског руководства због стајалишта прелибералних за вођство КПК. У почетку је било око 100.000 људи, а пекиншки студенти су потицали протесте како би на тај начин дали потицај даљој привредној реформи и либерализацији. Денг Сјаопинг осудио је демонстрације као антипартијске и антисоцијалистичке, а Ли је одбио да се упушта у преговоре с демонстрантима. након што је добио одобрење већине својих колега, укључујући и Денга, Ли је прогласио ратно стање у Пекингу 20. маја 1989, након чега је војска угушила демонстрације 3. и 4. јуна.
Иако је гушење протеста на Тјенанмену наштетило међународном угледу Кине, Ли је и даље остао на свим дотадашњим функцијама и имао плодоносну дугогодишњу каријеру. Преузео је водећу улогу у успоравању економског раста и инфлације, рецентрализовао економију и обезбедио бројне друге бенефиције које су помогле развој привреде.
Претрпео је срчани удар 1993. године, након чега је изгубио део утицаја пред Џу Ђунгцијем, заговорником економске либерализације. Поновно је био изабран за премијера 1993, иако је и Чунгци добио јаку подршку. Ђунгци га је ипак наследио на месту премијера након истека мандата 1998. године. Задње године мандата обележиле су му припреме за покретање свемирског програма Шенџоу.
Након одласка с функције премијера, Ли се задржао у политици, али је углавном обављао церемонијалне функције. После тога је убрзо пензионисан.
Преминуо је 22. јула 2019. године у болници у Пекингу.